# Mitiga nemzetközi repülőtér
A Mitiga nemzetközi repülőtér (arab nyelven: مطار معيتيقة الدولي) (IATA: MJI, ICAO: HLLM) Líbia egyik nemzetközi repülőtere, amely Tripoli központjától 8 km-re található. 

## Története
A repülőtér nemzetközi történelme változatos, és többször is nevet változtatott. Eredetileg 1923-ban épült az olasz légierő bázisaként, aeroporto militare di Mellaha néven. A második világháború alatt német légi bázis lett. A légibázist 1943 januárjában a brit 8. hadsereg elfoglalta, és az amerikai hadsereg légierejének irányítása alá került, akik 1945-ig Mellaha AAF-nek nevezték el, amikor is átnevezték Wheelus légibázisra, egy abban az évben elesett amerikai pilóta után. Az amerikai használat az 1969-es líbiai államcsínyig, majd a bérleti szerződés lejártáig folytatódott. Amikor az amerikaiak távoztak, a bázist átnevezték Okba Ben Nafi légibázisra (قاعدة عقبة بن نافع الجوية) az Észak-Afrikát meghódító iszlám tábornok után. A líbiai és a szovjet légierő is használta. Az Egyesült Államok 1986-ban az El Dorado Canyon hadművelet során bombázta a bázist. 1995-ben a légibázist Tripoli második polgári repülőterévé alakították át, és akkor kapta a jelenlegi nevét is.

## Futópályák
A repülőtér futópályái:
- 10/28 (3376 m, 45 m, aszfalt)

## Forgalom
Az utasforgalom az elmúlt években az alábbi módon változott: